# 卑弥呼外伝
『卑弥呼外伝』は、ALI PROJECTの32枚目のシングル。2017年3月29日にLantisから発売された。

## 収録曲
1. 卑弥呼外伝
  - イントロ、アウトロにグレゴリオ聖歌の『怒りの日』が引用されている。
  - Bメロにセルゲイ・ラフマニノフの『前奏曲 ト短調 作品23-5』が引用されている。
  - イントロ、間奏にエフゲニー・スヴェトラーノフの交響詩『赤いカリーナ』の録音音源が利用されている。アウトロに同作曲家の『狂詩曲第2番』の録音音源が利用されている。
    - 上記『怒りの日』は『赤いカリーナ』の録音音源が利用されている。

  - ＡメロにBIG FISH AUDIO社のループ音源『SYMPHONIC MANOEUVRES』より「Jail Break[1]」が利用されている。
  - イントロにベンジャミン・リースの『弦楽四重奏曲第6番 第1楽章』の録音音源が利用されている。アウトロに同作曲家の『弦楽四重奏曲第5番 第1楽章』『弦楽四重奏曲第5番 第2楽章』の録音音源が利用されている。
2. 卑弥呼外伝(inst)